# 查爾斯·奧卡斯塔·麥維頓探案
《米爾沃頓探案》（英語：The Adventure of Charles Augustus Milverton）是柯南·道爾所著的福爾摩斯探案的56個短篇故事之一，收錄於《福爾摩斯歸來記》。

## 故事簡介
查爾斯·奧卡斯塔·米爾沃頓在城中惡名昭彰，專門收購醜聞信件再向當事人加以勒索。福爾摩斯接受了一名當事人的委託，向米爾沃頓取回一封信件，但米爾沃頓卻開出天價，福爾摩斯開不過眼，決定入夜後到米爾沃頓家中偷回信件。福爾摩斯和華生順利潛入米爾沃頓的家中，卻剛好目睹了一位受害者假借販賣醜聞之名，趁機接近並槍殺了米爾沃頓的整個經過。福爾摩斯及華生乘亂燒毀保險箱內所有用以勒索的信件後逃歨。後來警方邀請福爾摩斯調查，他表示自己對行兇者的憐憫更勝於對劣跡斑斑的米爾沃頓，因而不願插手，並藉此保全了身為兇手的一位貴族夫人。

## 改編作品
- 电视剧《歇洛克·福尔摩斯》中《讹诈专家》（The Master Blackmailer）一集，1992年播出。
- 英國劇集《新世紀福爾摩斯》第三季第三集《最後誓言》。劇中米爾沃頓的名字被改為查理斯·奧古斯都·馬格努森（Charles Augustus Magnussen）[1][2]。
- 日本漫畫《憂國的莫里亞蒂》第44-47話「兩名犯人」。

## 外部連結
- LibriVox中的公有领域有声书《The Adventure of Charles Augustus Milverton》